# Mercè Rossell Domènech
Mercè Rossell Domènech   (Vilafranca del Penedès, 1889 - Barcelona, 1983) va ser una propietària de la finca de Can Domènech d'Espiells de Sant Sadurní d'Anoia. Va voler donar els terrenys perquè es construís un centre educatiu per oferir una formació professional de qualitat al sector vitivinícola. La seva filla, Mercè de Chopitea Rossell, d'acord amb la voluntat de la seva mare, va fer la donació. L'Escola de viticultura i Enologia porta el seu nom.

## Biografia
Va néixer a Vilafranca del Penedès, els seus pares eren Maria Assumpta Domènech Solà i Josep Oriol Rossell Bages. A banda de la Mercè, el matrimoni va tenir dos fills més, Antoni i Josep Maria, que va morir a l'inici de la Guerra Civil Espanyola. Va ser Mercè qui va heretar la finca d'Espiells.
Mercè Rossell es va casar amb Manuel de Chopitea Castelló, amb qui van tenir dues filles. Manuel de Chopitea li era infidel, i Mercè Rossell va moure fils per gestionar la nul·litat matrimonial, aconseguint la intermediació del general Miguel Primo de Rivera. En aquesta època també es va distanciar de la seva filla petita, quan aquesta estava amb el cònsol de Mèxic a Espanya, Luis Octavio Madero, al qual detestava.
La seva filla gran, Mercè de Chopitea Rossell, havia nascut el 1912, i va viure fins a la seva mort, el 1995, a la casa pairal d'Espiells, amb el seu marit, el doctor Josep Maria Geli, que va viure uns anys més a la casa, fins que es va traslladar a Barcelona, on va morir. Van tenir una filla, la doctora Carme Geli Ferrer.
Seguint la voluntat de la seva mare, Mercè de Chopitea Rossell va cedir una finca de la zona anomenada d'Espiells de Sant Sadurní d'Anoia a l'ajuntament del municipi. La pressió del consistori va fer que en aquest espai la Diputació de Barcelona el 1987 construís l'Escola de Viticultura i Enologia que porta el nom de Mercè Rossell Domènech.
La filla petita de Mercè Rossell va ser Maria Josep de Chopitea Rossell, nascuda el 1915, que viuria amb la seva mare a Barcelona en iniciar-se la Guerra Civil, i des del 1939 a l'exili a França, Suïssa i Mèxic. Maria Josep de Chopitea va escriure la novel·la autobiogràfica Sola, editada a Mèxic el 1954.